# Ilkley Trophy 2019
Die Ilkley Trophy 2019 war ein Tennisturnier des ITF Women’s World Tennis Tour 2019 für Damen und ein Tennisturnier der ATP Challenger Tour 2019 für Herren in Ilkley und fanden zeitgleich vom 17. bis 23. Juni 2019 statt.